# Креси-сюр-Сер
Креси́-сюр-Сер (фр. Crécy-sur-Serre) — коммуна на севере Франции, регион О-де-Франс, департамент Эна, округ Лан, кантон Марль. Расположена в 14 км к северу от Лана и в 38 км к юго-востоку от Сен-Кантена, в 8 км от национальной автомагистрали N2 и автомагистрали А26 «Англия».
Население (2018) — 1 500 человек.

## Достопримечательности
- Фасад здания мэрии XVIII века
- Беффруа XVI века
- Церковь Святого Реми XVI века

## Население
| 1962 | 1968 | 1975 | 1982 | 1990 | 1999 | 2018 |
| ---- | ---- | ---- | ---- | ---- | ---- | ---- |
| 1691 | 1598 | 1594 | 1700 | 1542 | 1550 | 1500 |

## Экономика
Уровень безработицы (2017) — 17,7 % (Франция в целом — 13,4 %, департамент Эна — 17,8 %). 

Среднегодовой доход на 1 человека, евро (2018) — 19 370 (Франция в целом — 21 730, департамент Эна — 19 690).
В 2010 году среди 887 человек трудоспособного возраста (15-64 лет) 640 были экономически активными, 247 — неактивными (показатель активности — 72,2 %, в 1999 году было 70,2 %). Из 640 активных жителей работали 553 человека (292 мужчины и 261 женщина), безработных было 87 (43 мужчины и 44 женщины). Среди 247 неактивных 70 человек были учениками или студентами, 77 — пенсионерами, 100 были неактивными по другим причинам.

## Администрация
Пост мэра Креси-сюр-Сера с 2020 года занимает Бертран Жонно (Bertrand Jonneaux). На муниципальных выборах 2020 года был зарегистрирован единственный список во главе с Пьером-Жаном Верзеленом (Pierre-Jean Verzelen), который сохранил за собой пост мэра. После избрания в Сенат Франции 30 октября 2020 года он ушел в отставку с поста мэра Креси-сюр-Сера, и новым мэром был избран Бретран Жонно.

## Галерея

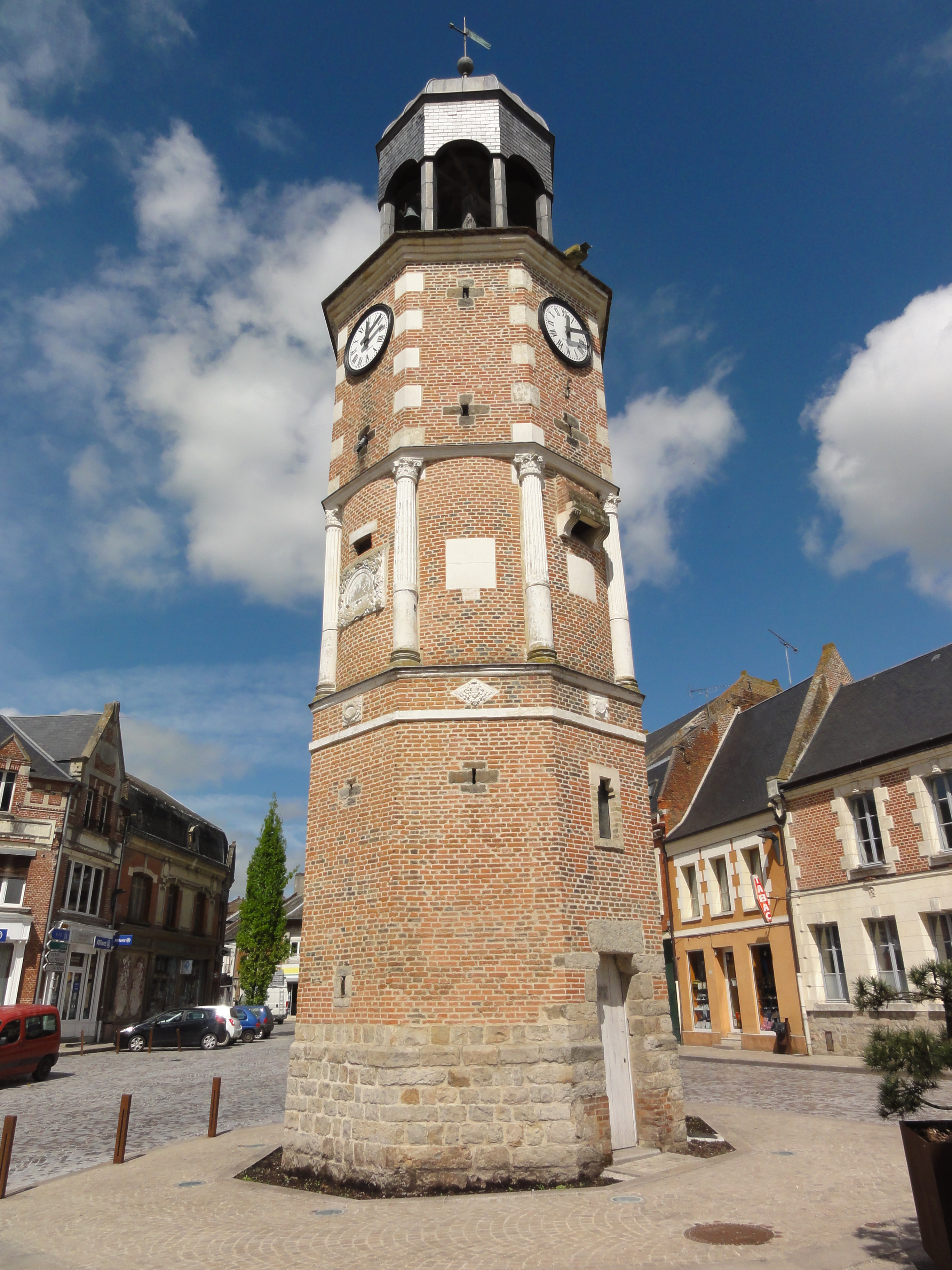
Беффруа